# Tuberculina sbrozzii
Tuberculina sbrozzii är en svampart som beskrevs av Cavara & Sacc. 1899. Tuberculina sbrozzii ingår i släktet Tuberculina och familjen Helicobasidiaceae.   Inga underarter finns listade i Catalogue of Life.